# Oreszt Adamovics Kiprenszkij
Oreszt Adamovics Kiprenszkij (oroszul: Орест Адамович Кипренский) (Koporje falu, 1782. március 13. – Róma, 1836. október 5.) a 19. század első évtizedeinek kiemelkedő orosz portréfestője.

## Élete és művészete
A Pétervári kormányzóság Oranienbaumi járásában, egy Koporje falu melletti birtokon született. Az anyakönyvbe egy jobbágylány házasságon kívüli fiaként jegyezték be, apja valójában a birtok földesura volt. Felvett családi neve a falu nevéből származik. Hatéves korában beadták a Művészeti Akadémia nevelőintézetébe, ahonnan közel tíz évvel később mint tehetséges tanulót felvették a történeti festészeti osztályba. Az akadémiát 1803-ban fejezte be.

### Pályakezdés
Első sikerét 1805-ben Dmitrij Donszkoj legyőzi Mamajt című történeti tárgyú festményével aratta, melyet aranyéremmel tüntettek ki. Már pályája kezdetén mesterségbeli tudásról, az érzelmek mély megértéséről tanúskodik nevelőapját ábrázoló festménye, Adam Svalbe arcképe (1804). A képet jóval elkészülte után, 1830-ban a nápolyi képzőművészeti kiállításon is bemutatták, és az osztatlan sikert aratott. Korai alkotásaihoz tartozik első Önarcképe (1808) és több más portré, így barátja, A. R. Tomilov műgyűjtőről készített néhány vászna is.
1809-ben Szentpétervárról Moszkvába küldték, hogy segítsen a Vörös térre tervezett Minyin és Pozsarszkij emlékmű elkészítésében. Az itteni pezsgő művészeti élet légköre, a napóleoni háborús évek hangulata nagy hatást gyakorolt rá. F. V. Rosztopcsin magánképtárában neves nyugati festők képeit tanulmányozhatta, szalonjában pedig megismerkedett a kor neves íróival, költőivel, köztük Batyuskovval, Pjotr Vjazemszkijjel és Vaszilij Zsukovszkijjal. Szinte megszállottan dolgozott. Je. P. Rosztopcsináról (1809), Je. V. Davidovról (1809), A. A. Cselisevről (1811) készített vásznai a moszkvai korszak legjobb alkotásai közé tartoznak.
1812 márciusában visszautazott Szentpétervárra. A franciák elleni honvédő háború sok résztvevőjét grafikai portrésorozatban örökítette meg. Ebben az időszakban készült leghíresebb festményei között van D. N. Hvosztova portréja (1814), valamint a kor több híres költője, így K. N. Batyuskov (1815), Vaszilij Zsukovszkij (1816) és az állatmesék híres költője, Ivan Krilov arcképe is.

### Itáliában (1816–1823)
Kiprenszkij munkásságának nagy ellentmondása, hogy miközben kitűnő arcképeket készített és művészetét elismerték, ő maga a portréfestést csak megélhetési forrásnak tartotta. Hivatásának a történeti festészetet tekintette és nagy történelmi tablók létrehozásáról álmodott. Miután a Művészeti Akadémia tanácsosa lett, 1816-ban ösztöndíjjal Itáliába utazott, hogy tervét ott valóra váltsa. Az itáliai években hírneve csúcsára ért, egy ideig ő jelentette ott az orosz festészetet. A firenzei akadémia az Uffizi Képtár számára megrendelte a művész önarcképét (1819), ami nagy megtiszteltetésnek számított. Megrendelésekre egymás után készítette portréit. Egyik képének modellje (Mariucci arcképe), a kiskorú Anne-Maria Falcucci később a felesége lett. Mielőtt elhagyta Itáliát, Kiprenszkij kifizette a kislány pénzsóvár anyját, majd a gyereket elhelyezte egy kolostor panziójában. Áhított művészi célját azonban nem sikerült elérnie, történelmi tárgyú festményei nem keltettek különösebb feltűnést.

### Újra otthon
1823-ban visszatért Szentpétervárra, de a hivatalos körök váratlanul hűvösen fogadták. Ebben a római orosz követség Kiprenszkijről küldött hírei is közrejátszottak. Szerencsére sikerült pártfogót találnia: N. D. Seremetyev palotájának egyik szárnyában kínált fel neki helyet, ahol berendezhette műtermét. Új alkotásaival, köztük pártfogóját ábrázoló portréjával a Művészeti Akadémia 1824. évi kiállításán sikert aratott, tekintélye helyreállt, ám a következő évben befejezett nagyobb történeti tárgyú képét nem kísérte elismerés. A dekabrista felkelés (1825) bukása és az azt követő megtorlás igen érzékenyen érintette a művészt, akinek több ismerőse a bebörtönzöttek között volt. Ebben a periódusban festett Önarcképe leplezetlen őszinteséggel mutatja be az öregedő, válsággal küszködő festő alakját. Kiprenszkijnek köszönheti az utókor Puskin kitűnő, ma is legismertebb arcképét (1827). A költő rövid verssel mondott köszönetet a festményért.

### Itáliában (1828–1836)
1828-ban ismét Itáliába utazott, ám ott korábbi sikerét már jórészt elfelejtették. Történelmi témájú újabb képére alig figyeltek fel, egyre nehezebben jutott új megrendelésekhez. Miután kemény munkával sikerült elegendő pénzt szereznie, végre valóra válthatta régi szándékát. Előbb áttért a katolikus hitre, majd 1836 nyarán feleségül vette fogadott lányát és több képének ihletőjét, Anne-Maria Falcuccit. Alig négy hónappal később azonban tüdőgyulladást kapott és meghalt, Rómában temették el.

### Portrék

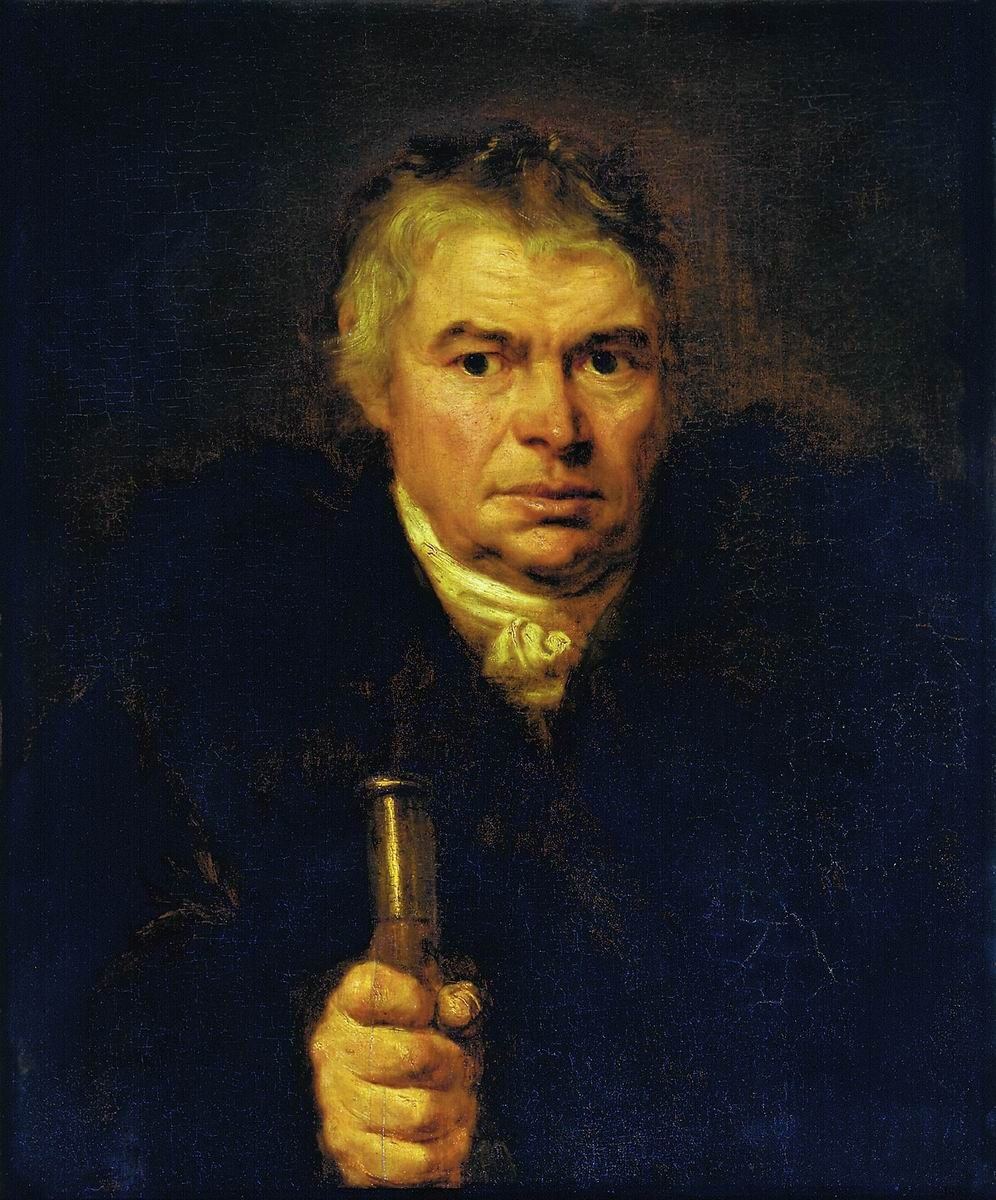
A. K. Svalbe (1804)
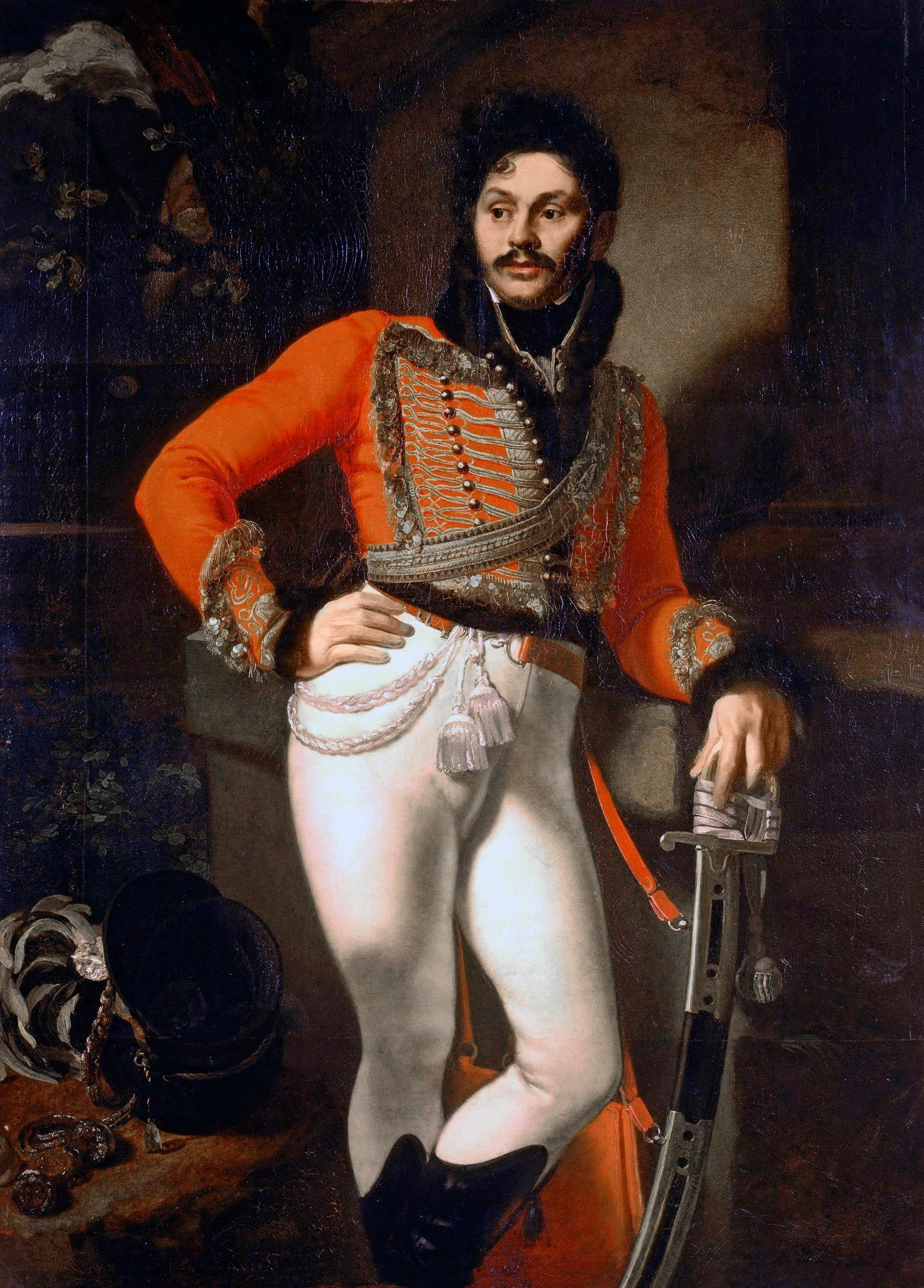
Je. V. Davidov (1809)
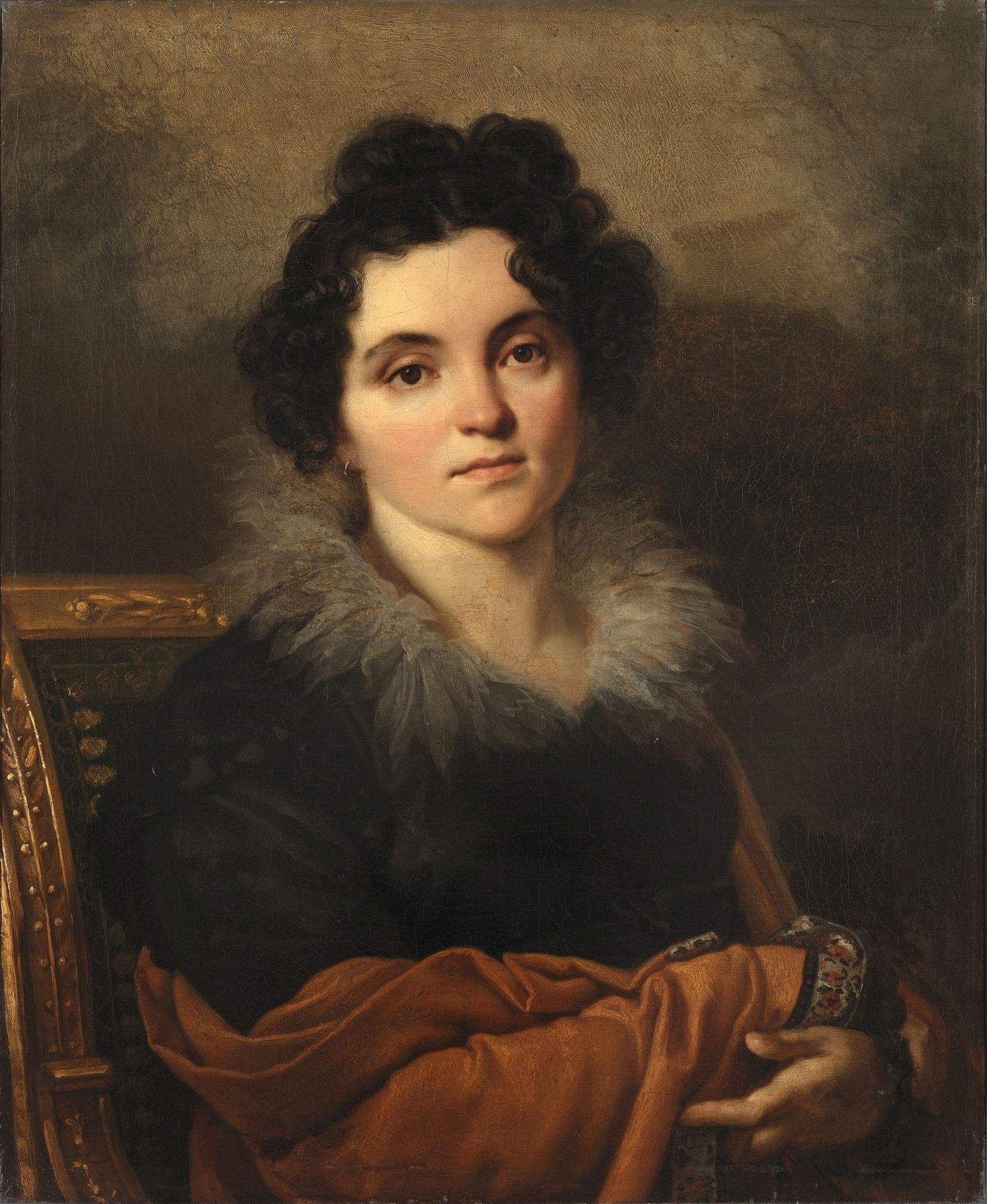
D. N. Hvosztova (1814)
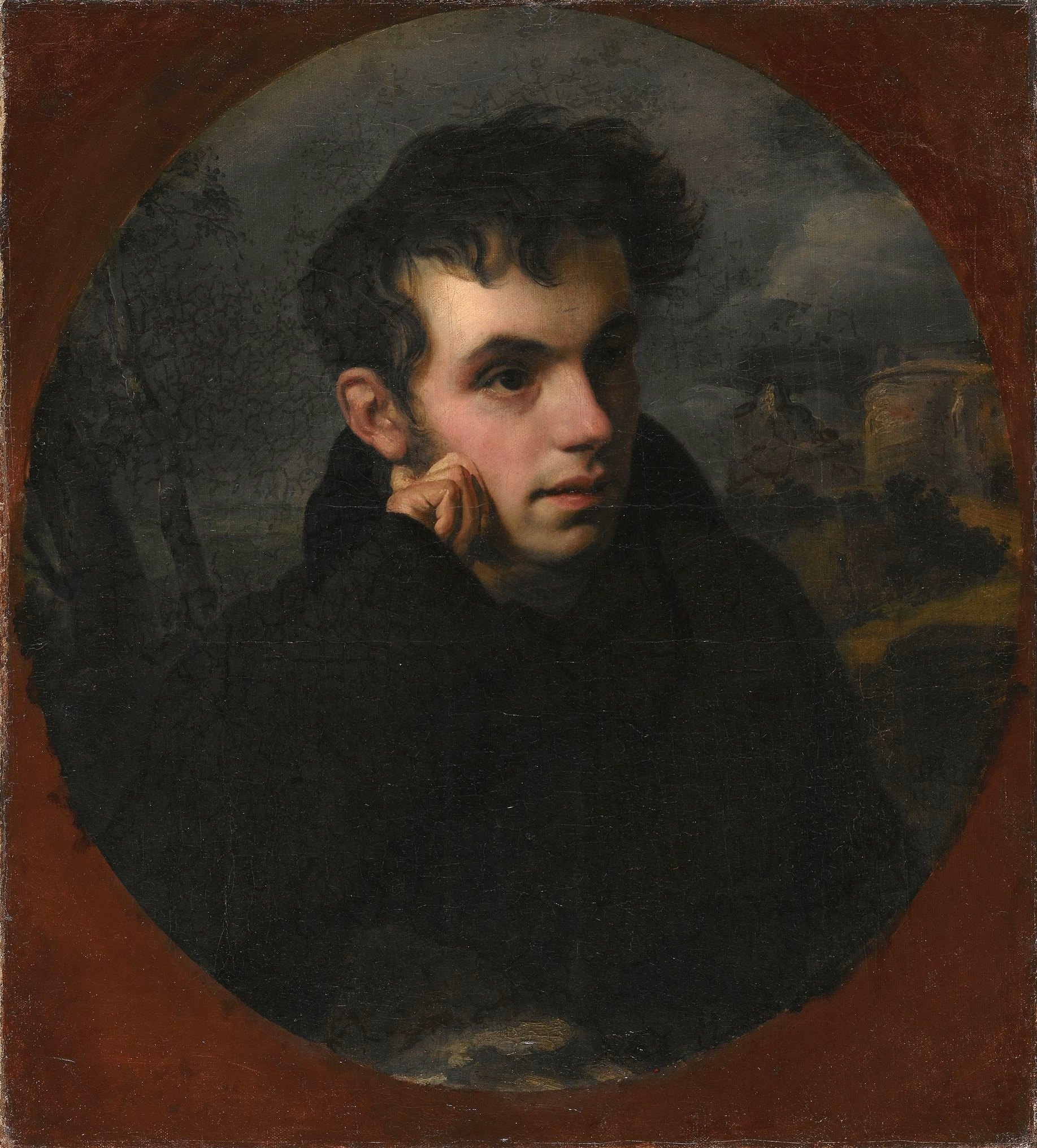
Vaszilij A. Zsukovszkij (1815)
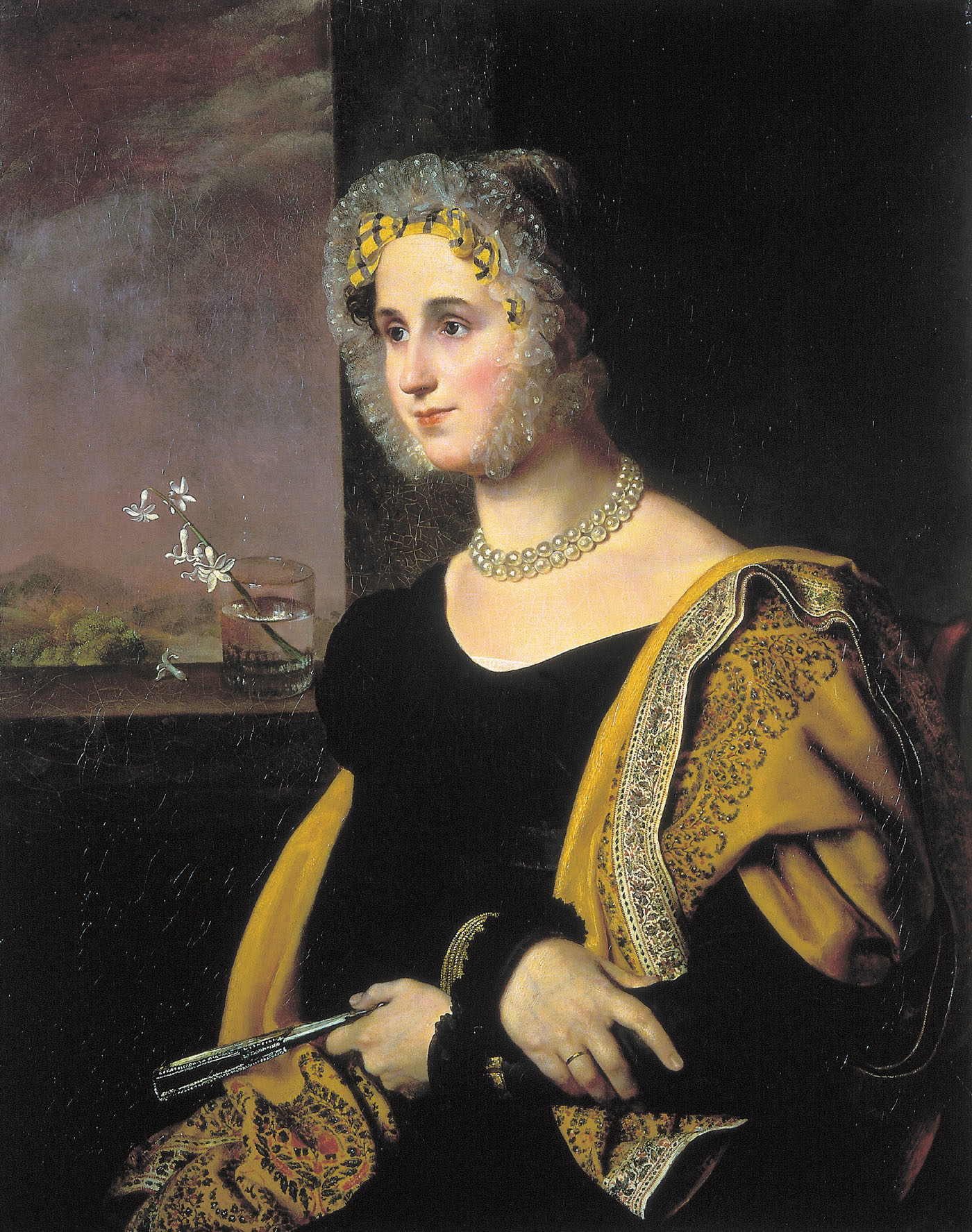
Je. Sz. Avdulina (1822)
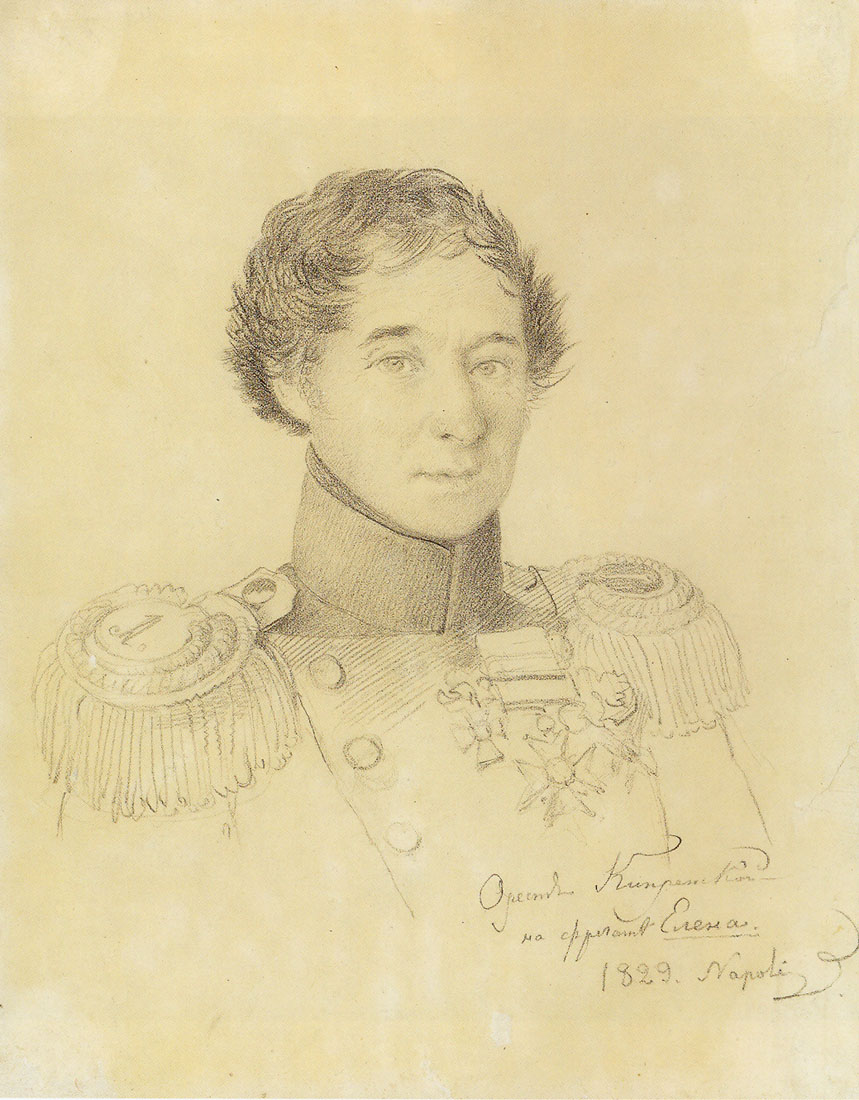
N. P. Jepancsin (papír, ceruzarajz; Nápoly, 1829)
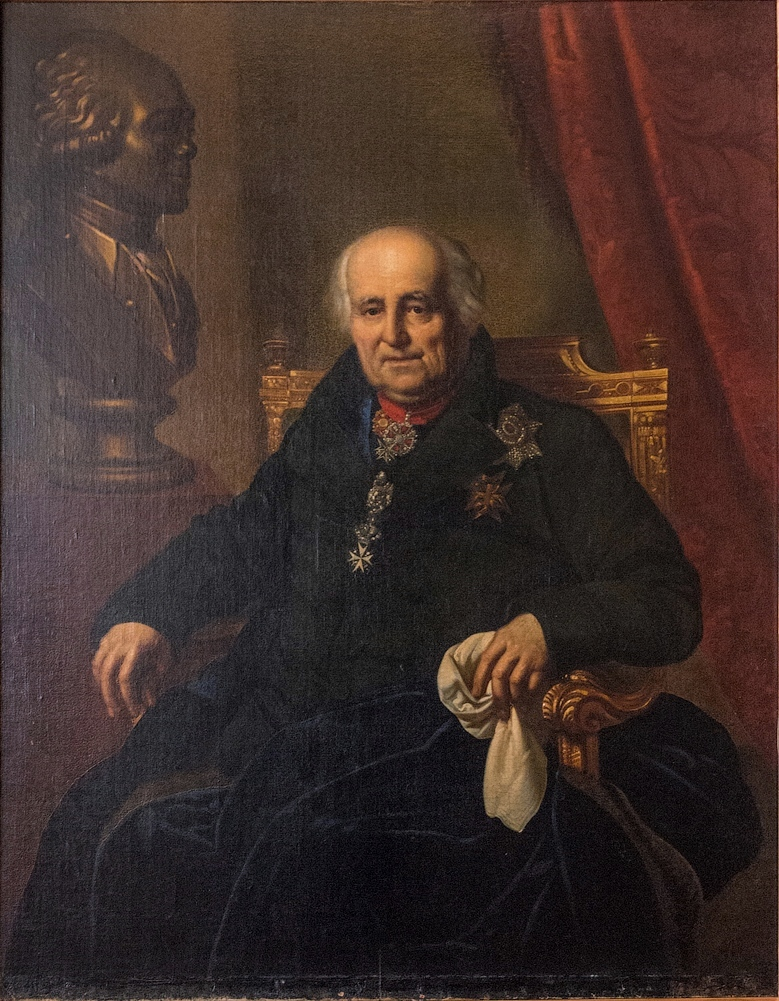
Grigorij Kuseljov (1827)
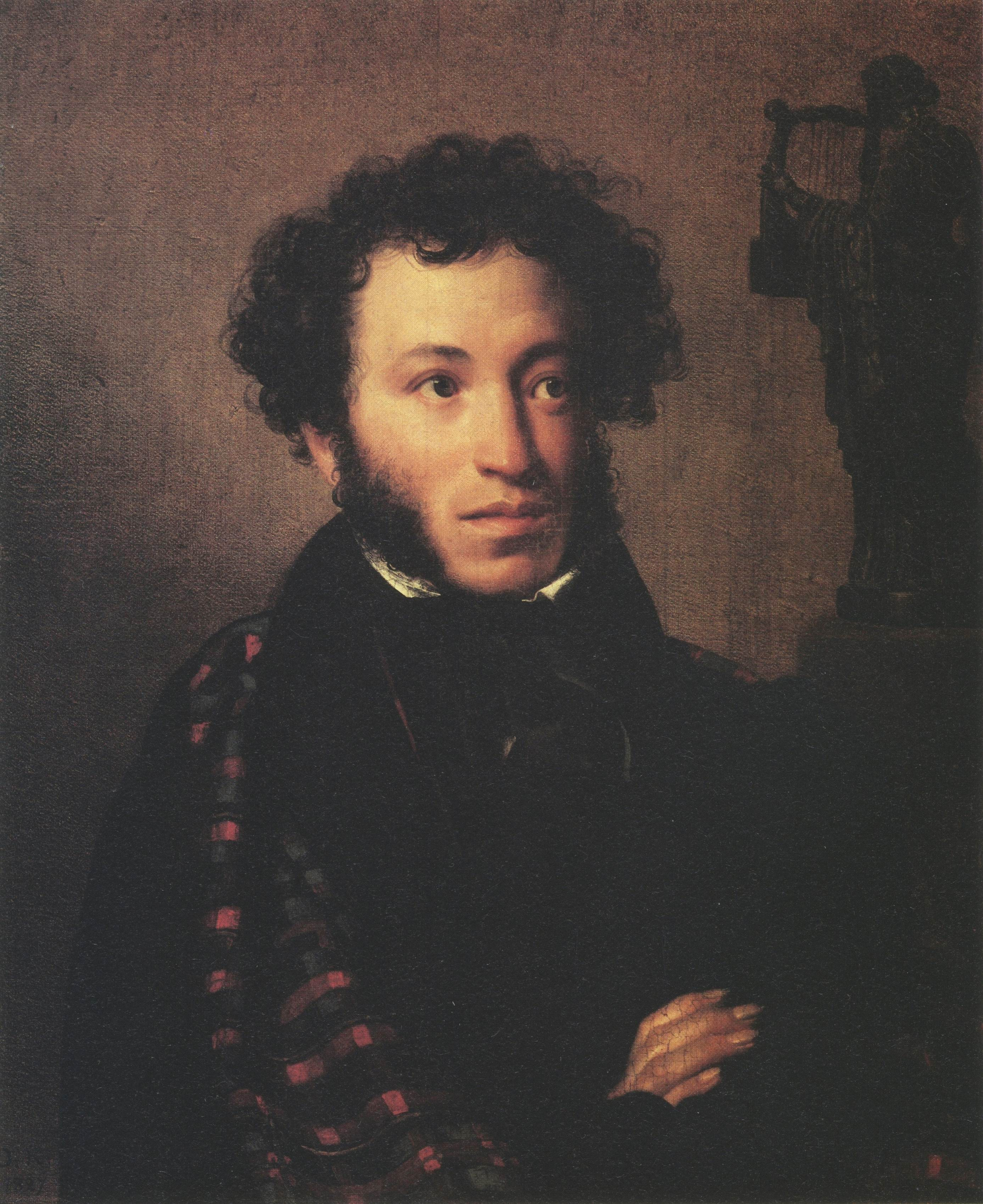
Alekszandr Szergejevics Puskin (1827)